# Zombina and the Skeletones
Zombina and the Skeletones è una band horror rock/horror punk di Liverpool attiva dal 1999.
Le loro esibizioni sono caratterizzate da costumi di scena sporchi di sangue e atmosfere buie. Rifiutando le offerte delle grandi case discografiche si sono autoprodotti fino al 2002, quando hanno pubblicato l'album Taste the blood of Zombina and the skeletons. Il loro genere è influenzato da Misfits, The Meteors e The Damned, e si autodefiscono un "incrocio" tra questi. Il risultato è un ibrido tra l'horror punk, il death rock e il gothic rock.

## Membri

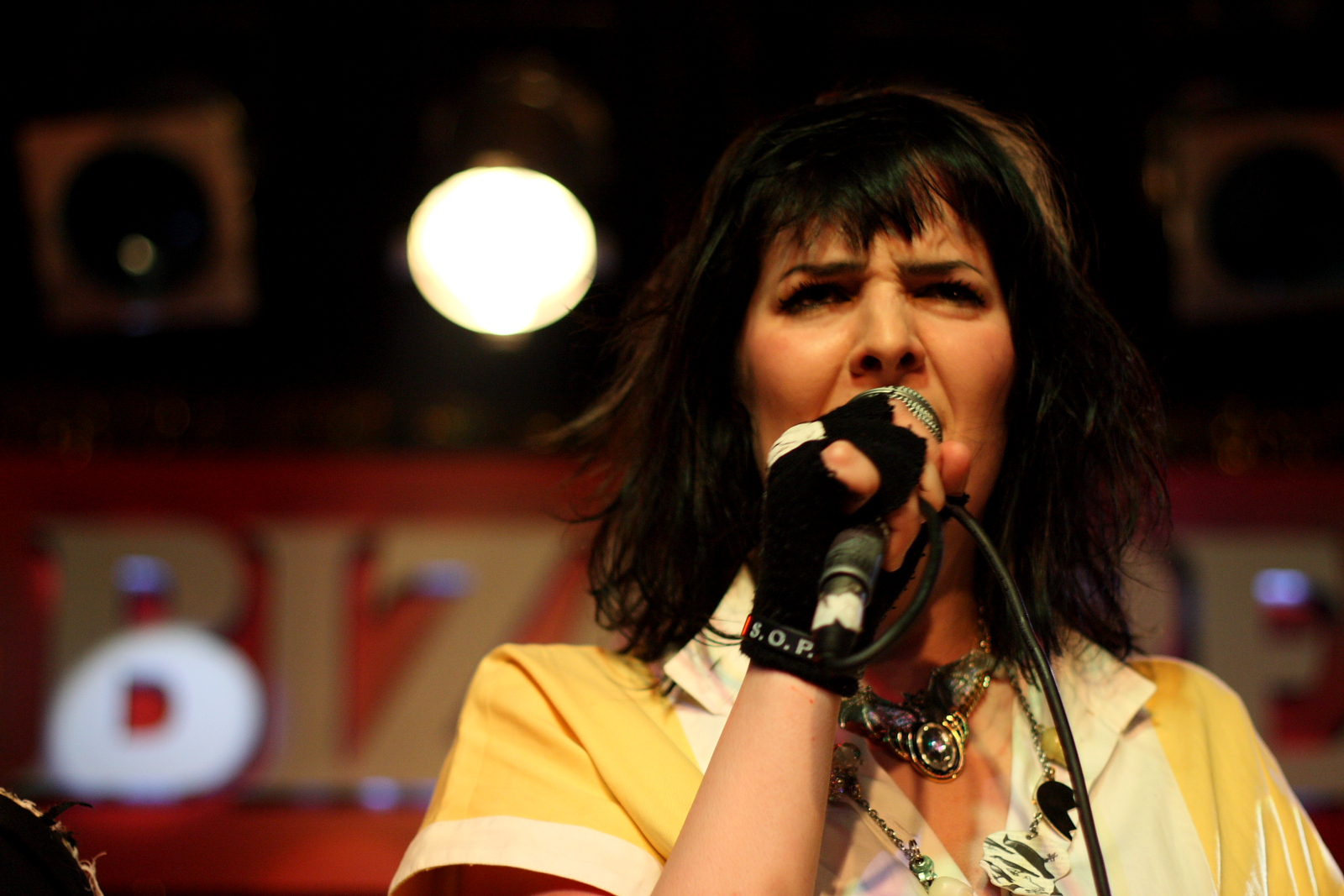
Zombina nel 2009.

### Attuali
- Zombina Venus Hatchett: voce (dal 1999)
- Doc Horror: chitarra, basso e voce (dal 1999)
- Ben Digo: batteria (dal 2006)
- Kyle K'Thulu: basso Precision (dal 2008)
- X-Ray Speck: sax (dal 2008)

### Precedenti
- Grim Outlook: chitarra (1999 − 2004)
- Taylor Woah: chitarra (2004)
- Kit Shivers: batteria (1999 − 2005)
- Louie Diablo: chitarra e voce (2004 − 2006)
- Pete Martin: batteria (2006)
- Jonny Tokyo: tastiere e voce (1999 − 2008)
- Jettison Dervish: basso (dal 2005)

## Discografia

### Album
- Taste the Blood of Zombina and the Skeletones (2002)
- Monsters On 45 (2006)
- Death Valley High (2006)
- Out of the Crypt and Into Your Heart (2008)
- Charnel House Rock (2014)
- The Call of Zombina (2024)

### EPs
- Loves Bites (2000)
- Silver Bullet (album) (2001)
- Halloween Hollerin'! (2003)
- 3 Songs vs. Your Brain (2006)
- Chainsaw For Christmas (2006)

### 7" EP Trilogy
- I Was A Human Bomb For The F.B.I. (2004)
- Mondo Zombina! (2005)
- Staci Stasis (2005)

### Bootlegs
- Dial Z for Zombina (2004)